# Paul Opacic
Paul Opacic (n. 14 de febrero de 1966) es un actor inglés, más conocido por haber interpretado a Steve Marchant en la serie Emmerdale Farm y a Carl Costello en la serie Hollyoaks.

## Biografía
Está casado con Maggie Opacic.

## Carrera
El 26 de marzo de 1996 se unió al elenco principal de la serie Emmerdale Farm, donde interpretó al empresario Steven "Steve" Marchant hasta enero de 1999.
En 2001 se unió al elenco de la tercera temporada de la serie Bad Girls, donde interpretó al oficial Mark Waddle hasta 2002 durante la cuarta temporada. 
En 2003 apareció por primera vez como invitado en la serie médica Holby City, donde interpretó a Carl Jeffries en el episodio "As the Day Is Long"; más tarde apareció por segunda vez en la serie en 2008 ahora interpretando a Kevin Mathers durante el episodio "On a Mission". 
En 2006 se unió al elenco recurrente de la serie The Chase, donde interpretó a Adrian Huby hasta el final de la serie en 2007.
En 2010 apareció como invitado en la serie Waterloo Road, donde interpretó a Ryan Sharkey. 
El 19 de julio del mismo año se unió al elenco principal de la serie de televisión británica Hollyoaks, donde interpretó a Carl Costello hasta el 1 de diciembre de 2011. Carl regresó a la serie el 26 de septiembre de 2012 y se fue el 5 de octubre del mismo año y regresó nuevamente a la serie el 25 de enero de 2013 y su última aparición fue el 15 de febrero. En julio del 2018 regresó  a la serie y su última aparición fue el 11 de julio del mismo año. 
En 2013 apareció como invitado en la serie médica Doctors, donde dio vida al fotógrafo Marcus Craney. Anteriormente había aparecido por primera vez en la serie en 2000, cuando interpretó a Rick durante el episodio "Twist of Fate" y regresó nuevamente en 2008, cuando interpretó a Simon Armley en "Who Do You Think You Are Kidding?".

## Filmografía

### Series de televisión
| Año               | Título                             | Personaje              | Notas                                |
| ----------------- | ---------------------------------- | ---------------------- | ------------------------------------ |
| 2010 - 2013, 2018 | Hollyoaks                          | Carl Costello          | 134 episodios                        |
| 2017              | The Moorside                       | Det.Supt. Paul Brennan | 2 episodios - miniserie              |
| 2013              | Doctors                            | Marcus Craney          | episodio "The Look of Love"          |
| 2010              | Waterloo Road                      | Ryan Sharkey           | 2 episodios                          |
| 2008              | Sofia's Diary UK                   | Simon Taylor           | episodio del 15 de junio             |
| 2008              | Holby City                         | Kevin Mathers          | episodio "On a Mission"              |
| 2007              | The Royal                          | Gideon Bradley         | episodio "Starting Over"             |
| 2006-2007         | The Chase                          | Adrian Huby            | 16 episodios                         |
| 2005-2006         | Totally Frank                      | Thom                   | 5 episodios                          |
| 2005              | Vincent                            | Andrew McCormack       | episodio # 1.1                       |
| 2004              | A Thing Called Love                | Rich Allen             | episodio "Turning Point"             |
| 2004              | Murder in Suburbia                 | Matt                   | episodio # 1.3                       |
| 2003              | The Bill                           | Nikitsa Severic        | 3 episodios                          |
| 2003              | Cold Feet                          | Howard Trigg           | episodio # 5.3                       |
| 2001-2002         | Bad Girls                          | Mark Waddle            | 19 episodios                         |
| 2001              | Peack Practice                     | Mark Kershaw           | 3 episodios                          |
| 2000              | Heartbeat                          | Graham Rysinski        | 3 episodios                          |
| 1996-1999         | Emmerdale Farm                     | Steve Marchant         | -                                    |
| 1994              | Men of the World                   | Joven Hombre           | episodio "The Assessment"            |
| 1993              | All in the Game                    | Weeks                  | miniserie                            |
| 1993              | Mr. Bean                           | Rob                    | episodio "Blind Date"                |
| 1993              | Love Hurts                         | Músico                 | episodio "Strictly Business"         |
| 1992              | Screen One                         | Oficial                | episodio "Running Late"              |
| 1992              | The Young Indiana Jones Chronicles | Oficial francés        | episodio "Germany, Mid-August 1916"  |
| 1992              | Sam Saturday                       | Det. Knights           | 4 episodios                          |
| 1992              | Screen Two                         | Jeff                   | episodio "Memento Mori"              |
| 1992              | Lovejoy                            | Andrew                 | episodio "Kids"                      |
| 1991              | Birds of a Feather                 | Peluquero              | episodio "Keeping Up Appearances"    |
| 1991              | 4 Play                             | Biker                  | episodio "Deptford Graffiti"         |
| 1991              | Only Fools and Horses....          | Jules                  | episodio "The Chance of a Lunchtime" |

### Películas
| Año  | Título              | Personaje          | Notas                                                                                     |
| ---- | ------------------- | ------------------ | ----------------------------------------------------------------------------------------- |
| 2009 | Salvage             | Corporal Simms     | junto a Dean Andrews, Ben Batt, Linzey Cocker y Shaun Dooley                              |
| 2004 | In Denial of Murder | Detective          | junto a Stephen Tompkinson, Caroline Catz, Jason Watkins, Steve Jackson y David Troughton |
| 1999 | Triple Exposure     | -                  | corto - junto a Patrick Mower y Florence Vinger                                           |
| 1996 | Element of Doubt    | Oficial de Tráfico | junto a Gina McKee, Judy Parfitt, Nigel Havers, Polly Adams y Helen Anderson              |
| 1996 | A Secret Slave      | Abogado de Kumari  | junto a Shelley King, Dearbhla Molloy, Swee Lin Neo, Josephine Welcome y Diana Fairfax    |

### Apariciones
| Año  | Título                                                      | Personaje       |
| ---- | ----------------------------------------------------------- | --------------- |
| 1999 | The Adventures of Young Indiana Jones: The Trenches of Hell | Oficial francés |

### Teatro
| Año  | Obra                  | Personaje | Director (a) | Teatro            | Notas                                                                             |
| ---- | --------------------- | --------- | ------------ | ----------------- | --------------------------------------------------------------------------------- |
| 2012 | Rita, Sue and Bob Too | Bob       | -            | The Theatre Royal | junto a Nikki Sanderson, Dannielle Malone, Tina Malone, Mickey Finn y Paul Malone |